# Matthias Hütlin
Matthias Hütlin († 1524 in Pforzheim) war Geistlicher und zwischen 1500 und 1524 Spitalmeister des Pforzheimer Armenhauses.
Er gilt seit 1901 als Herausgeber und Verfasser des von Thomas Anshelm vor 1512 – ab da ist er in Tübingen – in Pforzheim gedruckten Liber Vagatorum.

## Leben
Hütlin war Mitglied des Heiliggeistordens, der sich vor allem der Armen- und Krankenpflege widmete. Daher hatte er Kontakt zu den im Liber Vagatorum beschriebenen Kreisen.
Nachdem er in Pforzheim bereits als „provisor hospitalis“ tätig gewesen war, wurde er auf Vorschlag des Markgrafs Christof I. von Baden vom 27. Mai 1500 vom Generalkapitel des Ordens in Straßburg zum Spitalmeister in Pforzheim gewählt und am 23. Oktober 1500 vom Generalvikar der oberdeutschen Ordensprovinz in diesem Amt bestätigt. 
1514 erreichte er für das Pforzheimer Spital das Recht, dass es selbst den Meister wählen darf. 1524 wurde Bruder Nicolaus Vaseman als Nachfolger Hütlins eingesetzt, was auf dessen Tod schließen lässt.